# Diéder
A diéder két közös élekkel és csúcsokkal rendelkező sokszög alakú lapból álló poliéder. Lapos oldalak esetén elfajult poliéder, míg gömbi geometriában lencsének tekinthető, melyre példa az {\displaystyle L(p;q)} lencsetér tartománya. A diédert nevezték még biédernek, lapos poliédernek vagy kétszer fedett sokszögnek is.
Gömblefedésként a diéder nem elfajult: két n oldalú lap fedi a gömböt, melyek mindegyike félgömb, és melyek csúcsai főkörön vannak. A diéder szabályos, ha a csúcsok távolsága egyenlő.
Az n-szög-diéder duálisa az n-szög-hozoéder, ahol n kétszöglapnak 2 közös csúcsa van.

## Lapos oldalú poliéderként
A diéder tekinthető elfajult hasábnak, ahol két n oldalú sokszög egymáson van, így a poliéder mélysége 0. A sokszögeknek egybevágónak és egymás tükörképének kell lenniük. Ez csak 0 laptávolság esetén igaz, 0 feletti távolság esetén a lapok végtelen sokszögek (hasonlóan ahhoz, hogy a végtelenszög-hozoéder pozitív szélességű kétszögletű lapjai végtelen sávok).
A diéderek Alekszandrov poliédertétele alapján is levezethetők: eszerint minden konvex poliéderen mért távolság – véges számú, {\displaystyle 4\pi } összegű pozitív szögkülönbségű pont kivételével – lokálisan euklideszi. Ez teljesül a diéder felszínén mért távolságokra is, tehát Alekszandrov tétele alapján a diéderek konvex poliéderek.
Egyes diéderek más poliédercsaládok elfajult alsó határesetei: a kétszög alapú hasáb négyzetes, a kétszög alapú gúla háromszögletű diéder.
Az {\displaystyle \{n,2\}} Schläfli-szimbólumú szabályos diéder 2 szabályos n-szögből áll.

## Gömb lefedése
A gömbdiéder két azonos főkörön lévő azonos csúcsokkal rendelkező gömbsokszögből álló test, ahol mindkét sokszög a gömb egy felét tölti ki.
A szabályos gömbdiéder két szabályos gömbsokszögből áll azonos csúcsokkal, melyek távolsága egyenlő, és egy főkörön vannak.
A {2,2} szabályos diéder önduális, és egyszerre hozoéder és diéder.
| Kép               |               |               |                           |               |              | ... |                    |                 |   |   |   |   |   |     |   |
| Schläfli symbol   | {1,2}         | {2,2}         | {3,2}                     | {4,2}         | {5,2}        | ... | {∞,2}              |                 |   |   |   |   |   |     |   |
| Coxeter-diagram   |               |               |                           |               |              | ... |                    |                 |   |   |   |   |   |     |   |
| Oldalak           | 2             | 2             | 2                         | 2             | 2            | 2   | 2                  |                 |   |   |   |   |   |     |   |
| Oldalak           | Egyszög ({1}) | Kétszög ({2}) | Szabályos háromszög ({3}) | Négyzet ({4}) | Ötszög ({5}) | …   | Végtelenszög ({∞}) | Élek és csúcsok | 1 | 2 | 3 | 4 | 5 | ... | ∞ |
| Csúcskonfiguráció | 1.1           | 2.2           | 3.3                       | 4.4           | 5.5          | ... | ∞.∞                |                 |   |   |   |   |   |     |   |

## Végtelenszög-diéder
Ahogy n tart végtelenhez, az n-szög-diéder az euklideszi síkot lefedő végtelenszög-diéderré válik.

## Ditóp
A szabályos ditóp a diéder n dimenziós analógja, Schläfli-szimbóluma {\displaystyle \{p,\cdots ,q,r,2\}}. 2 oldala van, melyek Schläfli-szimbóluma {\displaystyle \{p,\cdots ,q,r\}}, és minden élük ({\displaystyle \{p,\cdots ,q\}}) közös.

## Fordítás
Ez a szócikk részben vagy egészben  a   Dihedron című angol Wikipédia-szócikk ezen változatának fordításán alapul.  Az eredeti cikk szerkesztőit annak laptörténete sorolja fel. Ez a jelzés csupán a megfogalmazás eredetét és a szerzői jogokat jelzi, nem szolgál a cikkben szereplő információk forrásmegjelöléseként.